# هجدك
هجدك (بالفارسية: هجدک) هي منطقة سكنية تقع في إيران في Kuhsaran District. يقدر عدد سكانها بـ 938 نسمة .